# Neomuretia amplifolia
Neomuretia amplifolia är en växtart i släktet Neomuretia och familjen flockblommiga växter.
Arten är bienn eller perenn och förekommer i norra Irak och nordvästra Iran. Den beskrevs först av Pierre Edmond Boissier och Heinrich Carl Haussknecht och fick sitt nu gällande namn av Jevgenij Kljujkov, Galina Degtjareva och Jekaterina Zacharova 2016.